# Larry Azouni
Larry Azouni (Marseille, 23 maart 1994) is een Frans-Tunesisch voetballer die bij voorkeur als defensieve middenvelder speelt. Hij verruilde KV Kortrijk in augustus 2020 als vrije speler voor CD Nacional.

## Clubcarrière
Azouni werd tijdens de voorbereiding op het seizoen 2012-2013 bij het eerste elftal van Olympique Marseille gehaald. Hij debuteerde op 6 december 2012 in de Europa League tegen het Cypriotische AEL Limassol. Hij viel een kwartier voor tijd in voor rechtsachter Kassim Abdallah om een 1-0-achterstand weg te werken. L'OM verloor de wedstrijd uiteindelijk met 3-0. Azouni werd in het seizoen 2013-2014 uitgeleend aan FC Lorient. Tijdens zijn eerste 10 minuten voor de club kreeg Azouni reeds een rode kaart. Na het aflopen van zijn contract bij Marseille verkaste Azouni naar de toenmalig Franse tweedeklasser Nîmes Olympique. In de zomer van 2017 vertrok Azouni naar het Belgische KV Kortrijk en tekende een contract tot medio 2020. Nadat zijn contract bij Kortrijk afliep tekende Azouni in augustus 2020 bij de Portugese eersteklasser CD Nacional een contract voor 3 jaar.

## Clubstatistieken
| Seizoen | Club                | Land               | Competitie         | Competitie | Competitie | Beker | Beker | Internationaal | Internationaal | Totaal | Totaal |
| Seizoen | Club                | Land               | Competitie         | Wed.       | Dlp.       | Wed.  | Dlp.  | Wed.           | Dlp.           | Wed.   | Dlp.   |
| ------- | ------------------- | ------------------ | ------------------ | ---------- | ---------- | ----- | ----- | -------------- | -------------- | ------ | ------ |
| 2011/12 | Olympique Marseille | Vlag van Frankrijk | Ligue 1            | 0          | 0          | 0     | 0     | 0              | 0              | 0      | 0      |
| 2012/13 | Olympique Marseille | Vlag van Frankrijk | Ligue 1            | 0          | 0          | 0     | 0     | 1              | 0              | 1      | 0      |
| 2013/14 | → FC Lorient        | Vlag van Frankrijk | Ligue 1            | 2          | 0          | 2     | 0     | —              | —              | 4      | 0      |
| 2014/15 | Nîmes Olympique     | Vlag van Frankrijk | Ligue 2            | 11         | 0          | 2     | 0     | —              | —              | 13     | 0      |
| 2015/16 | Nîmes Olympique     | Vlag van Frankrijk | Ligue 2            | 33         | 2          | 1     | 0     | —              | —              | 34     | 2      |
| 2016/17 | Nîmes Olympique     | Vlag van Frankrijk | Ligue 2            | 31         | 2          | 1     | 0     | —              | —              | 32     | 2      |
| 2017/18 | KV Kortrijk         | Vlag van België    | Jupiler Pro League | 18         | 1          | 5     | 1     | —              | —              | 23     | 2      |
| 2018/19 | KV Kortrijk         | Vlag van België    | Jupiler Pro League | 29         | 0          | 3     | 0     | —              | —              | 32     | 0      |
| 2019/20 | KV Kortrijk         | Vlag van België    | Jupiler Pro League | 17         | 4          | 0     | 0     | —              | —              | 17     | 4      |
| 2020/21 | CD Nacional         | Vlag van Portugal  | Primeira Liga      | 27         | 0          | 3     | 0     | —              | —              | 30     | 0      |
| Totaal  | Totaal              | Totaal             | Totaal             | 168        | 9          | 17    | 1     | 1              | 0              | 186    | 10     |

## Interlandcarrière
Azouni kwam uit voor diverse Franse jeugdelftallen. Hij debuteerde in 2016 in het Tunesisch voetbalelftal.
1 Vandenberghe ·
5 Atemona ·
6 Mehssatou ·
7 Mbayo ·
8 Challouk ·
9 Messaoudi ·
10 Selemani ·
11 De Neve ·
12 De Vlaeminck ·
17 Gueye ·
18 Kadri  ·
20 Avenatti ·
21 Wasinski ·
22 Decoene ·
29 Regali ·
44 Silva ·
48 Montegnies ·
66 Radovanović ·
70 Bruno ·
77 Henen ·
89 Audoor ·
Coach: Edward Still